# Maison de la famille Ceković
La maison de la famille Ceković est située en Bosnie-Herzégovine sur le territoire de la ville de Pale et dans la municipalité de Pale. Construite dans la seconde moitié du XIXe siècle, elle est inscrite sur la liste des monuments nationaux de Bosnie-Herzégovine.